# Ken Kutaragi

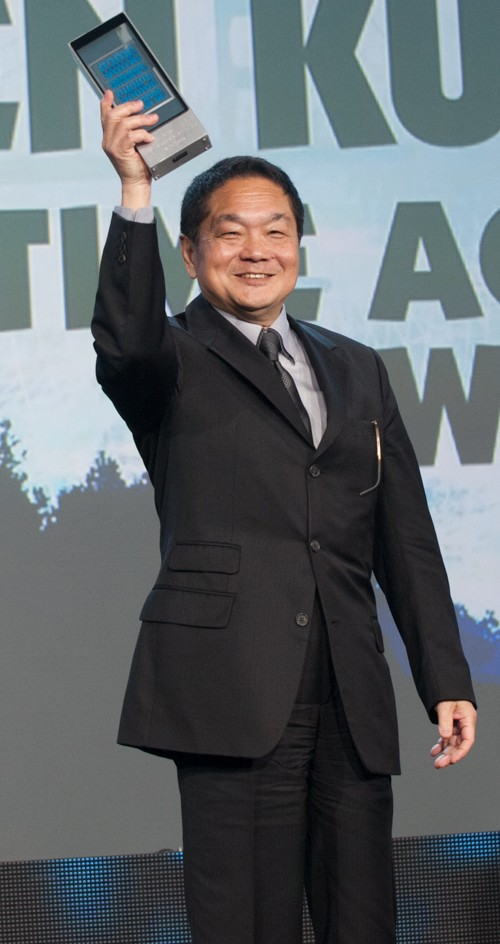
Kutaragi (2014) bei der Verleihung der Game Developers Choice Awards

Ken Kutaragi (jap. 久夛良木 健, Kutaragi Ken; * 2. August 1950 in Tokio) ist ein japanischer Manager und ehemaliger Leiter des Spiele- und Konsolenherstellers Sony Computer Entertainment. Kutaragi gilt als „Vater der PlayStation“ und war anschließend verantwortlich für Entwicklung der PlayStation 2, PlayStation Portable und PlayStation 3. Derzeit ist er Geschäftsführer von Cyber AI Entertainment.

## Leben

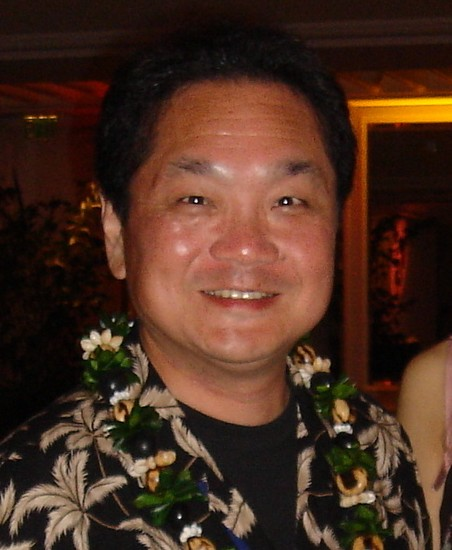
Ken Kutaragi

Kutaragi studierte Elektronik an der Denki Tsushin University. Ab 1975 begann er seine Laufbahn als Ingenieur bei Sony. Er entwickelte unter anderem den Soundchip SPC700 für Nintendos Spielekonsole SNES. Als ein Abkommen zwischen Sony und Nintendo über die Entwicklung eines CD-ROM-Laufwerks für den SNES platzte, entwickelte Sony basierend auf Kutaragis Arbeit eine eigene Konsole, die PlayStation, mit der das Unternehmen erfolgreich in den Spielemarkt eintrat. Kutaragi wurde als President und CEO zum Leiter der neu geschaffenen Spielesparte Sony Computer Entertainment (SCEI) und verantwortete damit auch die Entwicklung der Nachfolgermodelle PlayStation 2, PlayStation Portable und PlayStation 3.
Während die PlayStation 2 den Erfolg des Erstlings fortführte, verlor Sony mit der problematischen Markteinführung PlayStation 3 seine dominierende Marktstellung. Während Kutaragi in Sony-Geschäftsführer Norio Ohga noch einen Förderer und Unterstützer hatte, war das Verhältnis zu dessen Nachfolger Howard Stringer schwieriger. Bereits im November 2006, zeitgleich mit dem Marktstart der PS3, musste Kutaragi seine Position als President von SCEI an Kazuo Hirai abgeben, blieb aber weiterhin CEO und Chairman. Im April 2007 gab er schließlich auch diese Positionen ab, auch hier trat Hirai seine Nachfolge an. In der Berichterstattung wurde dies als Entmachtung des als unkommunikativ geltenden Kutaragis durch Konzernchef Stringer bewertet.
Kritiker sehen in diesem Rücktritt die logische Konsequenz aus dem PlayStation-3-Launch, der nicht den gehofften Erfolg brachte. Kutaragi habe sich mit den Anschaffungskosten und dem Blu-ray-Laufwerk übernommen. Ehrenhalber blieb er jedoch weiterhin Chairman von SCEI. Außerdem war er weiterhin als technischer Berater für Sony Computer Entertainment Inc. tätig. Seine Hauptaufgabe wurde jedoch die Leitung des mit Bandai Namco gegründeten Unternehmens Cellius.
Im April 2009 wurde er Gastprofessor an der Ritsumeikan-Universität. 2013 engagierte ihn der japanische Spielepublisher Marvelous AQL als externen Berater.
Bei der Game Developers Conference 2014 wurde Ken Kutaragi mit dem Lifetime Achievement Award für sein Lebenswerk ausgezeichnet.